# Kommunal Samverkan med Folket I Focus
Kommunal Samverkan med Folket I Focus (KSFF) är ett lokalt politiskt parti i Munkedals kommun. I valet 2006 erhöll partiet 311 röster, vilket motsvarade 5,27 procent. Därmed vann man representation i Munkedals kommunfullmäktige med två mandat. KSFF ingår i den styrande koalitionen tillsammans med Moderaterna, Centerpartiet, Kristdemokraterna och Miljöpartiet.